# Brezjak
Brezjak (Servisch cyrillisch Брезјак) is een plaats in de Servische gemeente Loznica. De plaats telt 241 inwoners (2002).